# Стефан Дикиджиев
Стефан Жечев Дикиджиев е български художник-живописец, приложник и монументалист.

## Биография
Роден във Варна през 1907 г. в пролетарското семейство на Жечо Дикиджиев (водач на пристанищните докери и помощник-кмет на Варна, 1919 – 1921 г., един от ръководителите на Варненската комуна) и Емантия Каймакамката, Дикиджиев завършва Художествената академия в София в 1935 г. заедно с жена си Кераца Висулчева, с която имат син Звездомир (1932, София). Още в Академията става ясно, че Дикиджиев е антиконформист.
След присъединяването на по-голямата част от Вардарска Македония към България през 1941 г. тримата отиват в Скопие, където на следната година им се ражда син Петър. След войната Дикиджиев се разделя с Висулчева и се заселва окончателно в Северна България, докато тя остава в Пловдив.
През 1945 г. Стефан Дикиджиев отказва да рисува безвъзмездно пропагандни портрети на лидери на Отечествения Фронт. Това е в знак на протест срещу намалените часове по рисуване в училищата и драстичното орязване доходите на учителите-художници. След това достъпът му до изложбени зали е отказван. Дикиджиев умира в Карлуково от мозъчен кръвоизлив през 1970 г.